# 2179 Platzeck
2179 Platzeck è un asteroide della fascia principale del diametro medio di circa 19,65 km. Scoperto nel 1965, presenta un'orbita caratterizzata da un semiasse maggiore pari a 3,0137792 UA e da un'eccentricità di 0,0937356, inclinata di 10,46120° rispetto all'eclittica.